# Nuestra Señora de Las Lajas
Nuestra Señora de Las Lajas es una Advocación mariana venerada en el santuario de su mismo nombre en el sur de Colombia, en el departamento de Nariño, desde el siglo XVIII.

## Imagen
La imagen se encuentra en una piedra laja que tiene 3,20 m de alto por 2,03 m de ancho, ubicada en un hueco de 0,58 m de fondo en la pared del cañón del río Guáitara. Tiene una dimensión de 1,80 m por 1,22 m.
La figura principal corresponde a la de la Virgen del Rosario, de pie sobre una media luna, llevando a Jesús Niño sobre su brazo izquierdo mientras que con el derecho ofrece el rosario a una de las figuras que la acompañan en cada lado y que son las de dos frailes santos en actitud orante y que han sido identificados como Santo Domingo de Guzmán y San Francisco de Asís.
El estilo de la imagen es el de la escuela quiteña de los siglos XVI y XVII, y con el tiempo los devotos la han adornado con alhajas como testimonio de su agradecimiento por los favores recibidos, incluyendo coronas para la Virgen y el Niño Jesús, y estrellas de oro y plata que adornan su manto.

## Historia
Véase también: Historia del Santuario de Las Lajas

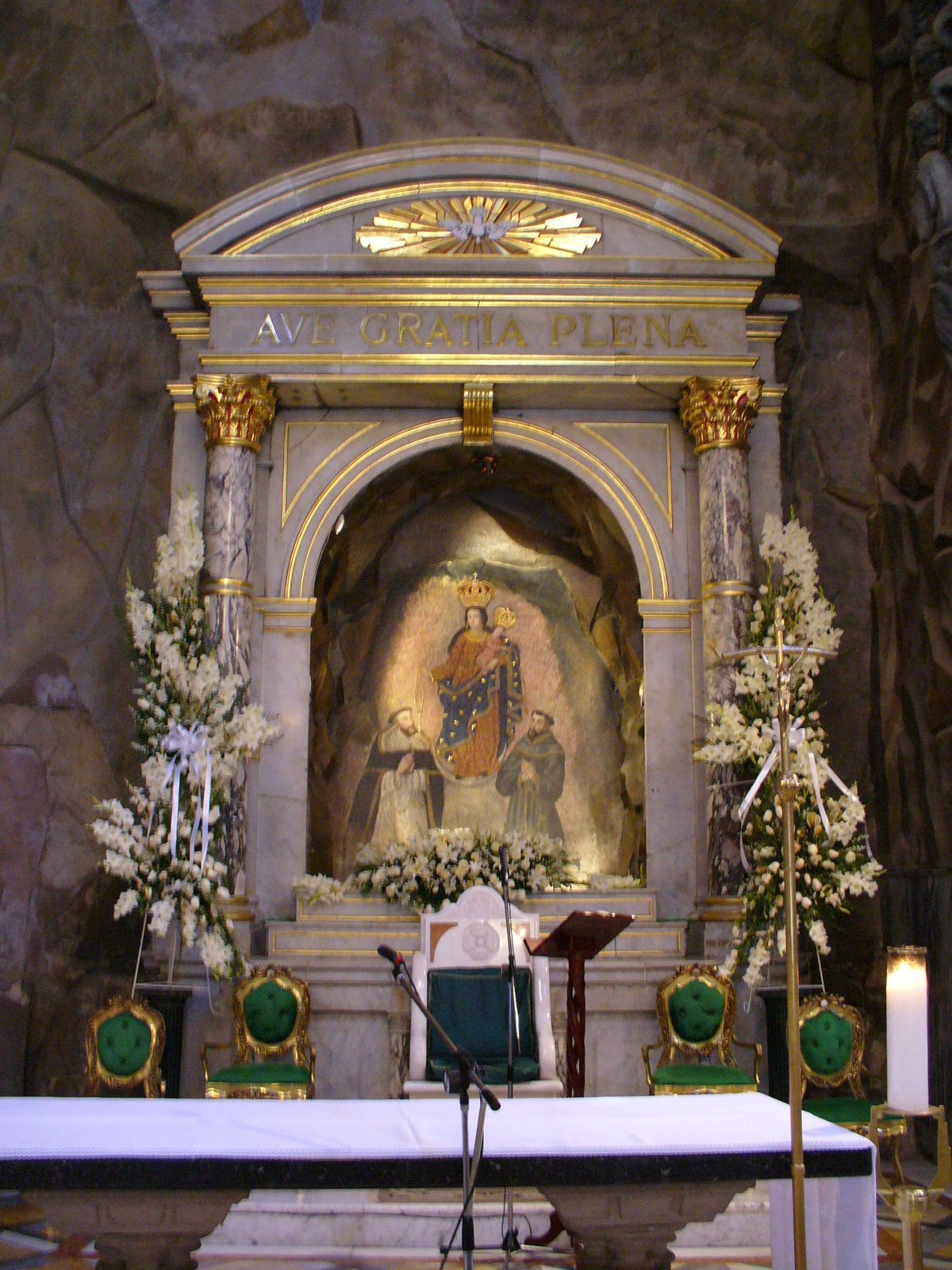
Altar principal del Santuario con la pintura en piedra de Nuestra Señora de las Lajas.

La primera noticia escrita de la Virgen de La Lajas, la realizó fray Juan de Santa Gertrudis en su obra Maravillas de la naturaleza, en 1759.
La tradición  oral cuenta que la aparición misma de la imagen fue el primer milagro; en el siglo XVIII una indígena llamada María Mueses de Quiñonez, quien llevaba en su espalda a su hija sorda, transitaba entre la ciudad de Ipiales y su casa situada en la población cercana de Potosí en territorio de la Real Audiencia de Quito del aquel entonces Virreinato de la Nueva Granada en el sur de la actual Colombia; cuando la madre y su hija iban en el recorrido, la niña "habla" y le dice a su madre: "mamita, mamita, la mestiza me llama", dándose en ese momento el milagro de la sanación de la niña, motivo por el cual su madre le habla sobre lo sucedido al sacerdote de su población; este no le cree, pero las visiones de la niña continúan indicándole el lugar donde, luego de una muy difícil búsqueda por lo escarpado y peligroso del abismo, se encuentra la imagen de la Virgen sobre la piedra.
En 1754, fray Juan de Villafuerte y la feligresía de Ipiales celebraron, en la cueva del río Pastarán, la primera misa: era el 16 de septiembre de aquel año, y construyeron una gruta pajiza. 
Con el aval de las autoridades eclesiásticas de la región que declararon el hecho como un prodigio el día anterior, el 15 de septiembre de 1754, muy pronto la imagen comenzó a ser venerada con gran fervor.
Alrededor de la imagen los fieles devotos le han erigido cuatro templos sucesivamente cada vez más grandes, hasta culminar en el actual santuario cuya construcción duró 30 años siendo terminado en 1949.

En 1952 el Papa Pío XII le otorgó a la imagen la coronación canónica, y al santuario el título de basílica menor en 1954.

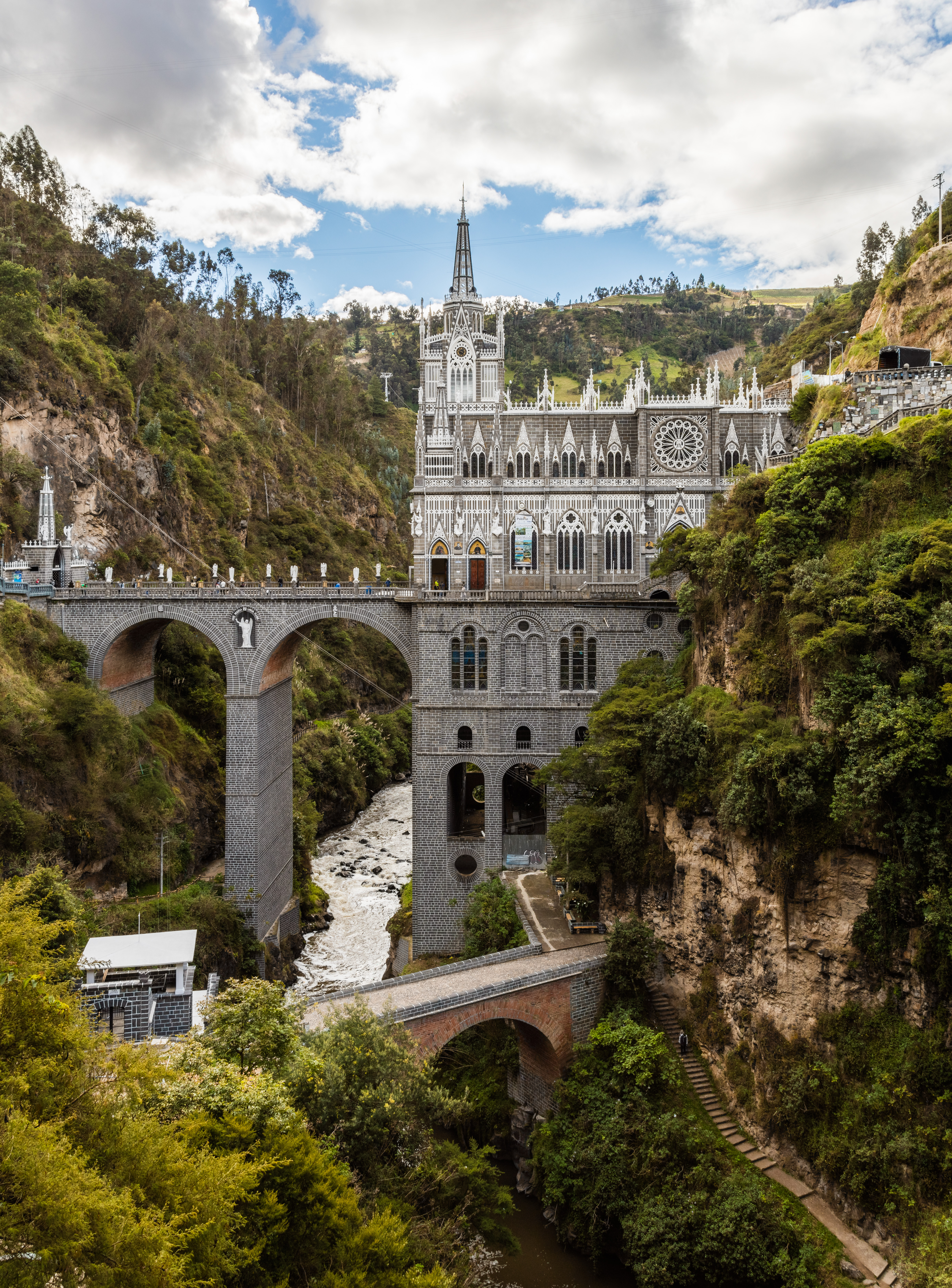
Santuario de Las Lajas, Ipiales, Colombia.

## Autor
En el manto de la Virgen se ven dos letras: P y B, que algunos autores han propuesto que corresponden a las iniciales del fray Pedro Bedón (1555-1621), provincial de la Orden de Predicadores desde 1618 a 1621, pintor, misionero caminante y viajero por esas tierras.